# Abdelkader Ben Bouali
Abdelkader Ben Bouali (25 d'octubre de 1912 - 23 de febrer de 1997) fou un futbolista francès.

## Selecció de França
Va formar part de l'equip francès a la Copa del Món de 1938.